# Rally Ciudad de Pozoblanco de 2022
El Rally Ciudad de Pozoblanco de 2022 fue la novena edición y la tercera ronda de la temporada 2022 del Súper Campeonato de España de Rally y de la Copa de España de Rallyes de Tierra. Se celebró del 27 al 28 de mayo y contó con un itinerario de ocho tramos que sumaban un total de 100,90 km cronometrados. Fue también puntuable para el campeonato de Andalucía de tierra, el Desafío R2 2RM, la Copa Proto 2RM, la Beca Júnior R2 y la Copa Kobe Motor.

## Itinerario
| Día   | Tramo | Nombre               | Distancia | Hora  | Ganador             | Tiempo | Líder      |
| ----- | ----- | -------------------- | --------- | ----- | ------------------- | ------ | ---------- |
| Día 1 | TC1   | El Viso              | 10.00 km  | 08:08 | Pepe López          | 5:42.4 | Pepe López |
| Día 1 | TC2   | El Guijo             | 11.10 km  | 08:56 | Pepe López          | 6:33.6 | Pepe López |
| Día 1 | TC3   | El Viso              | 10.00 km  | 11:14 | Pepe López          | 5:29.3 | Pepe López |
| Día 1 | TC4   | El Guijo             | 11.10 km  | 12:02 | José Antonio Suárez | 6:25.9 | Pepe López |
| Día 1 | TC5   | Alcaracejos-Añora    | 15.27 km  | 15:03 | Alejandro Cachón    | 8:24.6 | Pepe López |
| Día 1 | TC6   | Virgen de Luna (TC+) | 14.08 km  | 15:51 | Pepe López          | 8:58.1 | Pepe López |
| Día 1 | TC7   | Alcaracejos-Añora    | 15.27 km  | 17:41 | José Antonio Suárez | 8:16.8 | Pepe López |
| Día 1 | TC8   | Virgen de Luna       | 14.08 km  | 18:56 | Pepe López          | 8:49.0 | Pepe López |

## Clasificación final
| Pos. | Piloto               | Copiloto             | Automóvil              | Tiempo    | Diferencia |
| ---- | -------------------- | -------------------- | ---------------------- | --------- | ---------- |
| 1.   | Pepe López           | Borja Rozada         | Hyundai i20 N Rally2   | 58:47.3   | 0.0        |
| 2.   | José Antonio Suárez  | Alberto Iglesias Pin | Škoda Fabia Rally2 evo | 59:11.9   | +24.6      |
| 3.   | Alejandro Cachón     | Ángel Luis Vela      | Citroën C3 Rally2      | 59:42.6   | +55.3      |
| 4.   | Alexander Villanueva | Víctor M. Ferrero    | Citroën C3 Rally2      | 1:01:04.0 | +2:16.7    |
| 5.   | Juan Carlos Quintana | Yeray Mújica         | Škoda Fabia R5         | 1:01:53.8 | +3:06.5    |
| 6.   | Surhayen Pernía      | Alba Sánchez         | Hyundai i20 N Rally2   | 1:02:24.8 | +3:37.5    |
| 7.   | Eduardo Castro       | Fernando Mussano     | Škoda Fabia Rally2 evo | 1:02:26.3 | +3:39.0    |
| 8.   | Rodrigo Zeballos     | Sebastián González   | Škoda Fabia Rally2 evo | 1:02:28.1 | +3:40.8    |
| 9.   | Juan Pablo Castro    | Juan José Leal       | Škoda Fabia R5         | 1:03:47.0 | +4:59.7    |
| 10.  | Marcos Canedo        | Miguel Ángel Vilas   | Peugeot 208 N5         | 1:04:29.7 | +5:42.4    |